# ビラ・スタンモーア夜戦
ビラ・スタンモーア夜戦（ビラ・スタンモーアやせん、英語: Battle of Vila-Stanmore）は、太平洋戦争中の1943年（昭和18年）3月5日にソロモン群島ニュージョージア諸島で生起した海戦のこと。ブラケット海峡の戦い（Battle of Blackett Strait）とも呼ばれる。

## 概要
ビラ・スタンモーア夜戦は、太平洋戦争中盤の1943年（昭和18年）3月5日深夜（連合軍記録によっては3月6日）に生起した夜間水上戦闘。同年2月初旬のケ号作戦（ガダルカナル撤退）後、日本軍はソロモン群島中部に位置するニュージョージア諸島を新防衛線とさだめ、第八聯合特別陸戦隊（司令官大田実少将）を配置してコロンバンガラ島やニュージョージア島の防備を強化していた。
3月初旬、第八艦隊の命令により駆逐艦村雨と峯雲は、ニュージョージア島新飛行場建設を支援するためコロンバンガラ島への輸送を実施する。この小艦隊をコロンバンガラ島への艦砲射撃を企図したアメリカ海軍の巡洋艦部隊が襲撃し、クラ湾にてレーダーを活用した夜間水上戦闘を仕掛ける。日本側駆逐艦2隻は一方的な攻撃を受けて沈没した。
「ビラ・スタンモーア夜戦」の海戦名はアメリカ側による呼称で、日本側では一方的な敗戦であるためか海戦名は付されていないとする。また、戦史研究家のサミュエル・モリソンは自身の編集による戦史（通称「モリソン戦史」）で「この戦闘は時々クラ湾の第一合戦と呼ばれるが、公式の名称は附與されていない」と記している。

## 背景
ガダルカナル島の戦いも終末期に差し掛かった1942年11月末、アメリカ軍はニュージョージア島のムンダに日本軍が新たな飛行場を建設中であることを知る。ムンダとガダルカナル島の距離は175マイル（約280 km）で、ガダルカナル島再奪回やアメリカ軍の進撃を妨害するには好適地であった。零戦のガダルカナル島上空での行動時間は大幅に伸び、爆撃機も従来以上の量の爆弾を搭載してガダルカナル島を爆撃する事も可能となる。当然、アメリカ軍からしてみればムンダの基地が本格稼動し、コロンバンガラ島の飛行場も使用可能となった暁には相当な脅威となる厄介な存在と判断されていた。
実際には、日本軍がムンダでの飛行場（1000ｍ、戦闘機30収容掩体）建設に乗り出したのは12月初頭からで、第一期工事は12月14日に終わった。ところが劣悪な衛生状態と連合軍の猛攻により、進出した零戦24機は全滅状態となってムンダから撤収した。また、コロンバンガラ島南部でも陸軍により12月下旬から飛行場建設を開始したが、海軍設営隊を乗せた「南海丸」が雷撃されてラバウルに引き返し、飛行場の完成が遅れることになった。
1943年（昭和18年）に入るや否や、アメリカ軍南太平洋部隊司令官ウィリアム・ハルゼー大将は水上部隊にムンダとコロンバンガラ島への艦砲射撃を繰り返し行わせ、同時に爆撃や航空機による機雷投下も行った。すなわち、1月4日にはエインスワース少将の軽巡洋艦3隻と駆逐艦2隻によってムンダへの砲撃が、1月23日にはエインスワース少将の軽巡2隻と駆逐艦4隻でコロンバンガラ島への砲撃がそれぞれ行われ、十分な打撃を与えた。とはいえ、圧倒的な力をかけるにはアメリカ軍の戦力は十分とは言えなかった。ガダルカナル島攻防戦に勝利すると、ハルゼー大将指揮下の南太平洋方面部隊はガ島と対岸のフロリダ諸島に有力基地を建設し、さらにラッセル諸島に飛行場を建設して中部ソロモン諸島への圧力を強めていった。
2月初旬、日本軍はケ号作戦によりガダルカナル島から撤収し、南東方面においては引きつづき東部ニューギニアと中部ソロモン諸島の、両方面で連合軍と対峙していた。
日本軍は新たな橋頭堡を強固なものにすべくニュージョージア島の防備強化を企図し、ムンダに新飛行場の建設を開始、中部ソロモン諸島行きの「東京急行」をガ島撤収以前から送り込んでいた。この時期、北部ソロモン諸島の防備は日本陸軍、中部ソロモン諸島の防備は日本海軍の担当である。
日本海軍において南東方面全般を担任するのは南東方面艦隊（前年12月24日新編、第十一航空艦隊〈南東方面艦隊司令長官兼任〉と第八艦隊）であり、中部ソロモンに配置されていた海軍部隊は、第八艦隊隷下の第八聯合特別陸戦隊（司令官大田実海軍少将）であった。
第八聯合特別陸戦隊は、もともとガダルカナル島ヘンダーソン飛行場を重砲で制圧するため前年11月15日に新編された部隊で、人員は軍艦や輸送船で、重機材は水上機母艦日進や特設巡洋艦盤谷丸等により、12月下旬までにラバウルに集結した。問題はニューブリテン島のラバウルからニュージョージア諸島（ニュージョージア島、コロンバンガラ島）までの輸送であった。基地航空部隊の零戦掩護下でショートランド泊地からコロンバンガラ泊地まで移動し夜間に揚陸、そこからムンダ（ニュージョージア島）までは大発動艇で物資をはこぶ。だが2月27日に重砲を運搬中の桐川丸（3,836トン）が空襲で撃沈され、これ以降の船団輸送は断念された。結局、中部ソロモンでも駆逐艦輸送（鼠輸送）に頼らざるを得なくなった。
2月下旬、第四水雷戦隊（司令官高間完少将、旗艦「長良」）に所属する白露型駆逐艦村雨（第2駆逐隊所属）と朝潮型駆逐艦峯雲（第9駆逐隊所属）は南東方面部隊（略号「NTB」、指揮官草鹿任一南東方面艦隊司令長官）麾下の外南洋部隊（略号「SNB」、指揮官三川軍一第八艦隊司令長官）に編入された。3月2日、村雨と峯雲はラバウルに進出した。2隻は3月3日、ラエに第五十一師団を送り込む第八十一号作戦の陽動としてコロンバンガラ島方面を行動し、ビスマルク海海戦で第五十一師団を乗せた輸送船団が壊滅した悲報を受け、外南洋部隊（第八艦隊）は17時5分にラバウルへの帰投を下令した。だがラバウル入港直前に村雨が座礁事故を起こし、離礁してラバウルに帰投したのは3月4日の夜明け前のことだった。この日は、ビスマルク海海戦沈没艦船の生存者を乗せた駆逐艦浦波と初雪がラバウルに帰着した日でもあった。
同日16時、村雨と峯雲は補給物資として米入りのドラム缶や弾薬などを積載してラバウルから出撃しコロンバンガラ島へと向かった。また、村雨と峯雲はこの輸送作戦が終われば、ブインからラバウルへ航空部隊基地員140名と物資を輸送する任務も与えられていた。
一方、アメリカ軍もコロンバンガラ島砲撃のためこの日艦隊を出撃させていた。当時、ムンダおよびコロンバンガラ島を砲撃するアメリカ艦隊には二つの任務部隊があった。一つはヴォールデン・L・エインスワース少将の第67任務部隊（旗艦ホノルル）、もう一つがアーロン・S・メリル少将の第68任務部隊（旗艦モントピリア）であった。この二つの任務部隊は交替で夜間にムンダとコロンバンガラ島へ接近し、艦砲射撃の後即座に退却して基地に帰投するというパターンを繰り返した。また、ガダルカナル島をめぐる海戦に登場した臨時編成の任務部隊とは違い、夜戦を得意としていた日本艦隊によりよく対抗できるよう、レーダーに関する知識を学び、常にまとまって訓練と行動を繰り返した結果、均整が取れた部隊となっていた。ハルゼー大将は過大報告された前回の砲撃結果に基づき、再度の攻撃のためメリルを出撃させた。メリル少将の第68任務部隊はエスピリトゥサントを出撃し、「ザ・スロット」と呼ばれたニュージョージア海峡をひたすら北上する。このニュージョージア海峡突入時から「ブラックキャット」の異名を持つ夜間哨戒仕様のPBY「カタリナ」3機が第68任務部隊の前路警戒配備に就いた。なお、第68任務部隊の軽巡洋艦群のうち、コロンビア (USS Columbia, CL-56) は修理を行う必要があったため作戦から除外された。

## 交戦勢力

### 日本海軍
- 南東方面部隊（指揮官草鹿任一中将、南東方面艦隊司令長官／第十一航空艦隊司令長官兼任[63]。基地航空隊[64]。）
  - 外南洋部隊[65]（指揮官三川軍一中将、第八艦隊司令長官。ラバウル所在。重巡洋艦「青葉」[66]など）[67][68]

    - 外南洋部隊増援部隊（指揮官木村昌福少将、第三水雷戦隊司令官[68]。軽巡洋艦「川内」）
      - 第二駆逐隊司令橘正雄大佐[8]
      - 第二駆逐隊：駆逐艦村雨[46]
      - 第九駆逐隊：駆逐艦峯雲[46]

    - ニュージョージア方面防備部隊[69]（指揮官大田実少将、第八聯合特別陸戦隊司令官）[70]
      - コロンバンガラ島、ニュージョージア島、レンドバ島守備隊

### アメリカ海軍
- 第68任務部隊

軽巡洋艦：モントピリア（任務部隊旗艦）、クリーブランド、デンバー
駆逐艦：ウォーラー、コンウェイ、コニー

## 戦闘経過

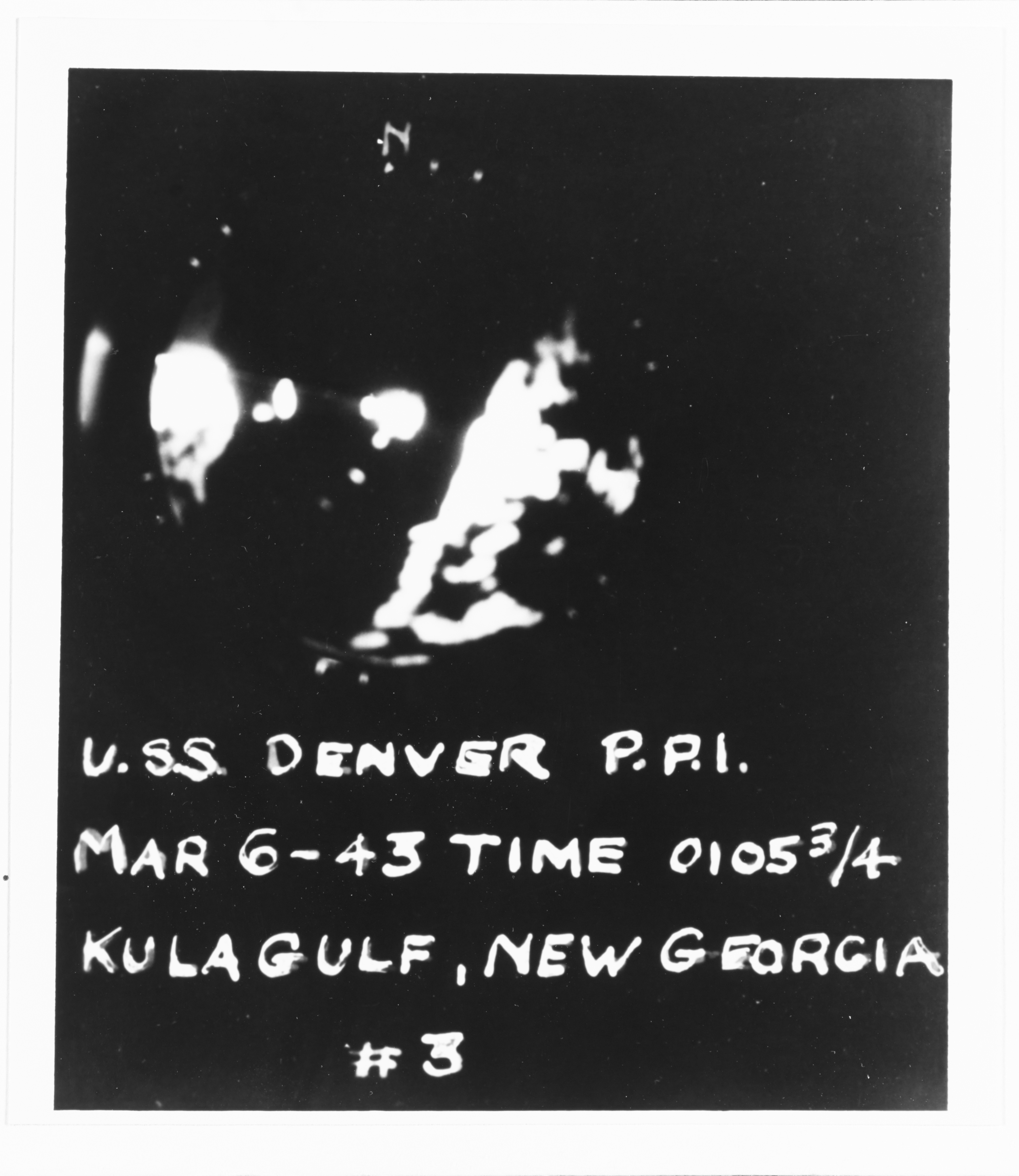
1時5分45秒（23時5分）に撮影された軽巡デンバーのレーダー記録。左の大きな影がコロンバンガラ島で、コロンバンガラ島の右に見える小さな影が沈没しつつある村雨、大きな影が峯雲

村雨と峯雲は3月5日8時30分にブイン沖に到着した。村雨では第二駆逐隊司令橘正雄大佐、駆逐艦長種子島洋二少佐ら艦の幹部が第一根拠地隊司令部を訪問したり、村雨に乗り組んだ海軍兵学校71期の候補生がショートランドの水路見学に出かけたりした。また村雨はここでさらに米を積むよう命じられていたが、米は艦底に積んでいてすぐには出せず、乾麺麭を100箱積むこととなった。16時、村雨と峯雲はブイン沖を出撃し、コロンバンガラ島へ向かった。村雨と峯雲は、ベララベラ島東方からベラ湾とブラケット水道を通過し、予定より30分遅れの21時30分にデビル島泊地に到着した。直ちに6隻から7隻ほどの大発が陸上から出てきて揚陸作業を行う。大発群を指揮した第八連合特別陸戦隊の副官は、食糧や弾薬を大発に直接積み込んでほしいと要望したが、出港時間を遅らせれば空襲を受けやすくなることもあり、常套手段だったドラム缶を海中に放り込んで陸上側がこれを回収する方法で物資を揚陸させた。1時間後には全ての作業が終了した。村雨と峯雲はコロンバンガラ島の東岸沿いを北上してブインへの帰途に就く。この出港の際、村雨と峯雲の艦首が潮と風の流れで西側に向いていたので、そのまま往路と同じコースを引き返す事も考えられたが、ニュージョージア海峡に出たら、ブイン、ショートランドまでは一直線であるという事もあって、東向きに回頭した上でコロンバンガラ島の東岸沿いを北上するルートが採られたのである。峯雲は一旦北向きに後進してから東向きに回頭し、村雨の後に続いた。
だが、村雨と峯雲の動きはすでにガダルカナル島の通信隊によって20時30分頃に探知ののち通報されており、また、「ブラックキャット」機のうちの1機が泊地に進入する村雨と峯雲を探知していた。第68任務部隊は22時過ぎにクラ湾に入り、戦闘配置を令して単縦陣、速力20ノットの態勢で南西方向に進む。22時57分、ウォーラーのレーダーは「ブラックキャット」機が探知したものと思しき目標を探知し、やがて「島が動いている」とのレーダー員の報告により、目標が2つあることが分かった。ウォーラーは23時1分に魚雷を発射。これに続いて巡洋艦群もレーダー射撃を開始した。モントピリアの元乗員ジェームズ・J・フェーイーは、モントピリアが最初に砲撃を開始し最初に6インチ砲弾を命中させたと主張する。フェーイーはまた、第68任務部隊の砲撃の様子は「船という船がぶっ放す7月4日の独立記念日みたいだった」と回想している。
第68任務部隊が戦闘を開始した23時、針路0度で21ノットの速力で北上を続けていた村雨が後続の峯雲の姿を確認して間もなく、ニュージョージア島の方向に閃光を目撃する。その閃光について村雨の種子島駆逐艦長は、「いなびかりだろう」と言ったが、橘司令は「いや、味方の陸上砲台が射ったのかも知れない」と言う。村雨砲術長の鹿山誉大尉が「当りもしないのに陸上砲台が射つとは」と思った次の瞬間、再び閃光が走り、前後して左舷後方200メートルぐらいのところに水柱が立ち、村雨の船体が振動した。峯雲は水柱にさえぎられて姿が見えず、色めきだった村雨は戦闘配置を令して「対空戦闘」に備えた。種子島によれば、見張兵は砲弾をエンジン排気炎と誤認し「敵飛行機右80度より接近」と報告したという。「対空戦闘」は鹿山砲術長の判断によるものだったが、これを聞いた方位盤射手が「砲術長、水上艦艇ではないでしょうか」と進言し、間もなく発砲する第68任務部隊の姿を認めて水上砲戦に切り替えられた。村雨は右砲戦で応戦するも、被弾により方位盤と電気系統を損傷して二番煙突からは火が吹く有様であった。一方的な被弾は続き、方位盤は崩れて一番砲塔も弾薬庫の誘爆により大火災となって、村雨は機銃のみで応戦している状態だった。さらに魚雷の雷跡が村雨に向かっていったが、魚雷は村雨の艦底を通過してコロンバンガラ島の方向に去っていった。二番煙突の火災による魚雷の誘爆を防ぐべく魚雷の投棄が試みられるも成功せず、二番砲を人力操作で第68任務部隊の方向に向けようとしたが、村雨は右側に大きく傾斜して沈没が避けられない状態となった。橘司令は総員退去を発令、乗組員は順次退艦するよう促される。橘司令、種子島駆逐艦長も海中に飛び込み、村雨は左舷側を上にして海中に飛び込んだ乗組員からの「村雨万歳」の声とともに沈没した。橘司令の報告および第四水雷戦隊の記録では、村雨は「二三二五航行不能ニ陥リ二三三〇沈没セリ」とある。
峯雲の状況はあまり定かではない。村雨が戦闘配置を令したころには「轟沈したのか水柱と黒煙に包まれている」状態であり、一番砲の火災を確認した時には「もう何処にも見当たらなかった」という状態であった。生還した峯雲の砲術長徳納浩大尉の回想では、峯雲もまた村雨と同様に「対空戦闘」だと判断しており、「砲戦の号令をかけるのがやっと」の状態で一方的に撃たれ、第68任務部隊の「第一斉射から三分以内に沈み始めた」とする。戦闘直後の砲術長の報告によれば「二三〇〇頃コロンバンガラ北東10′ニテ敵軽巡、駆逐艦計七隻以上ト遭遇交戦」、約5分で大火災となり沈没したという。徳納砲術長を初めとする峯雲の生存乗組員は海中から、発砲する村雨の姿を前方に見て「なんとかやってくれるだろう」と思っていた。橘司令の報告および第四水雷戦隊の記録は「峯雲交戦直後大火災二三一五沈没」と伝えている。
第68任務部隊は村雨と峯雲を打ちのめし、その5分後には陸上砲撃の態勢を整えてコロンバンガラ島とレンドバ島への艦砲射撃を開始する。海岸部の軍事施設と兵舎、滑走路を目標に16分間に及ぶ艦砲射撃を実施した。日本軍は、12cm砲と8cm砲で反撃した。第68任務部隊を確認する事ができず、逆にその一つが砲撃により破壊された。上空の「ブラックキャット」機の弾着観測および艦からの観測により、目標は徹底的に破壊されて資材が炎上した。日本側の記録では、戦死22名・重傷17名・軽傷21名を出し、高射砲1・測定機1・重機1が使用不能になった。
砲撃を終えてクラ湾を出ようとする時に再び砲撃を受けたが、損害は全くなかった。また、別のアメリカ駆逐艦3隻が第68任務部隊に呼応してムンダの飛行場に対する艦砲射撃を行った。ニュージョージア島の日本軍守備隊は「敵巡洋艦二・駆逐艦五と交戦」「我八糎平射砲ノ反撃ニヨリ南方ニ敗走セリ」と記録した。フェーイー曰く、「ハドソン川をさかのぼってニューヨークの町とその船を砲撃して、そして反転して海に向かうような」作戦を終えた第68任務部隊は、3月9日夕刻にエスピリトゥサントに帰投した。日本軍の基地航空部隊は退避中の第68任務部隊を発見したが、距離が遠くて攻撃できなかった。フェーイーはまた、この海戦について次のようにも記している。
メリル少将は村雨と峯雲を軽巡洋艦であると判断しており、ハルゼー大将への緊急報告でも「軽巡二隻撃沈」と記したが、その文言に続いて「今年は獲物制限の要なかるべし、陸上砲撃成功」という文言が付されていた。「軽巡二隻撃沈」と「陸上砲撃成功」はさて置いて、真ん中の「今年は獲物制限の要なかるべし」については、その意味は定かではない。

## 生還
3月5日23時20分頃、コロンバンガラ基地の日本兵は沖合で夜間水上戦闘がおこなわれ、駆逐艦1隻が大火災となり、駆逐艦1隻が大爆発するのを目撃した。連合軍艦隊の艦砲射撃を知った外南洋部隊（第八艦隊）は、村雨と峯雲に対して奇襲の実施を命じた。だが現地守備隊より「敵巡洋艦2・駆逐艦5は南方に避退」との報告があり、村雨と峯雲にショートランド泊地帰投を命じた。だが既に沈没していた2隻から応答はなく、第八艦隊はビスマルク諸島方面航空部隊所属の水上偵察機による偵察を実施する。
3月6日未明、特設水上機母艦神川丸（川崎汽船、6,853トン）の水上偵察機が第68任務部隊の捜索のためクラ湾方面を飛行中、クラ湾に直径300メートルほどの油紋2つを確認し、午前には零式水上観測機2機が同じ地域を飛行して、コロンバンガラ島南端の60度7海里の地点から北の方向に幅約1,000メートル、長さ10海里にも及ぶ油帯を発見した。
その頃、生存の村雨と峯雲の乗組員は泳いだり、浮遊物につかまりながらコロンバンガラ島を目指した。「赤い屋根の家」にたどり着いた乗組員は、前日夜に物資等を揚陸した地点からやってきた大発に収容され、大発はコロンバンガラ島の北端まで捜索した。また、村雨のカッターが、村雨の生存者を上陸させた後海上に引き返し、峯雲の徳納砲術長らを収容してコロンバンガラ島に上陸させた。3月6日の時点では橘司令、種子島駆逐艦長など高級将校の安否が不明だったため、その時点では生存者の中で最先任だった村雨の鹿山砲術長が第八連合特別陸戦隊に顛末を報告することになっていたが、橘司令と種子島駆逐艦長は3月7日になって相次いで救助された。その一方で、コロンバンガラ島にたどり着いた者の中には、やけどに耐えかねて海水を飲んで絶命した負傷者もいた。最後の生存者は3月8日に収容された。村雨は橘司令、種子島駆逐艦長以下134名が救助されたが、3月12日までに2名が戦病死し、3月12日の再確認では132名生存、戦死51名、行方不明52名と記録された。峯雲は徳納砲術長ら45名が救助されたのみで、駆逐艦長上杉義男中佐以下残りの乗組員210名は戦死した。
ちょうど第八艦隊は第9駆逐隊司令小西要人大佐に駆逐艦5隻（朝雲〈司令駆逐艦〉、雪風、浦波、敷波、長月）によるコロンバンガラ輸送を命じており、生存者はコロンバンガラ島輸送に来た駆逐艦のうち第19駆逐隊（浦波、敷波）に分乗し、警戒担当の雪風や水上偵察機の掩護を得て3月9日未明にブイン沖に到着した。橘司令と種子島駆逐艦長は雪風に移って先にラバウルに帰還し、残る生存者も午後にはブインを発って3月10日朝にラバウルに到着した。
ラバウルに帰還後、直ちに第八艦隊主宰による研究会が開かれた。前述のように第八艦隊は「敵の虚に乗じて敵艦隊を奇襲すべし」と命じていたが、実際は日本側が「虚に乗じて奇襲されていた」のであった。研究会には第八艦隊司令長官三川軍一中将、同艦隊参謀神重徳大佐、南東方面艦隊司令長官草鹿任一中将ら幕僚の面々が列席していたが、「会場内の雰囲気は研究会を通り越して査問会だった」。橘司令らが戦闘経過を報告したが、艦隊幕僚らは第一次ソロモン海戦、ルンガ沖夜戦などの勝ち戦を引き合いに出し、「夜戦には絶対負けない駆逐艦が、得意とする夜戦でやられるとは何事ぞ」と罵倒したり、レーダー射撃に理解を示そうとはしなかった。
やがて、橘司令は白露型駆逐艦五月雨を新しい司令駆逐艦として五月雨に移っていき、他の村雨と峯雲の生存者も順次ラバウルを後にして新任務に就いたり、日本本土へと帰還していった。

## 海戦の後
ビラ・スタンモーア夜戦ののちも、ムンダおよびコロンバンガラ島への「東京急行」が遅れる事は当面なかった。海戦後に水上偵察機による哨戒が強化され、水上偵察機の援護と警戒下で実施された。少なくとも4月下旬に第15駆逐隊（親潮、黒潮、陽炎）が機雷で全滅するまでの「東京急行」は、概ね成功していた。それでも、アメリカ軍がソロモン諸島を北上してくるのは火を見るより明らかであり、現状では戦線維持もおぼつかないと判断した連合艦隊司令長官山本五十六大将は、第三艦隊の航空兵力と既存の基地航空兵力を集中的に投入してアメリカ軍に打撃を与え続け、戦線維持を図る事を決心した（い号作戦）。
また、ビラ・スタンモーア夜戦に勝利し多少進歩したとはいえ、アメリカ艦隊が日本艦隊に、特に夜戦分野で対抗するにはもう少し努力が必要であると考えられた。また、レーダー射撃の重要性も再認識させられたが、「装置はなお原始的だった」とモリソンは言う。海戦後も、メリル少将とエインスワース少将の任務部隊はコロンバンガラ島周辺海域で交替して戦闘を続けた。不思議な事に、メリル少将が日本艦隊と再び戦うのは11月2日のブーゲンビル島沖海戦までなく、コロンバンガラ島周辺海域で日本艦隊と戦ったのはエインスワース少将であった。しかし、エインスワース少将はクラ湾夜戦（7月5日、6日）とコロンバンガラ島沖海戦（7月12日）で日本艦隊に打撃を与えつつも自らも大きな損害を出し、戦法面で進歩の様子があまり見られなかった。夜戦分野において、ようやく日本海軍を上回る戦法が確立できたと判断されるには、「31ノット・バーク」ことアーレイ・バーク中佐の登場と、バーク中佐の理論を実践したベラ湾夜戦（8月6日）での完勝劇を待たなければならなかった。

## アメリカ潜水艦グランパス
村雨と峯雲の一方的な喪失は、次のような憶測を生み出した。当時、アメリカの潜水艦グランパス (USS Grampus, SS-207) が2月11日にブリスベンを出撃して以降、僚艦グレイバック (USS Grayback, SS-208) とともにソロモン諸島方面で行動していたが、ついに哨戒から帰らなかった。海戦のあった3月5日夜、グレイバックはベラ湾近海でグランパスと思しき潜水艦を発見する。それから間もなくして、グレイバックに「ギゾ海峡の方向に高速で航行する2隻の駆逐艦を迎え撃て」との指令が入る。その3時間後、グレイバックはコロンバンガラ島の南端越しに発砲炎や閃光を見る。その発砲炎や閃光の正体は分からなかったが、グランパスに関わっているものだと判断してベラ湾での哨戒を続けた。やがてグレイバックも、3月6日夜に哨区の移動を命じられてベラ湾を去った。「2隻の駆逐艦」を村雨と峯雲、「発砲炎や閃光」を夜戦によるものとするならば、グレイバックはビラ・スタンモーア夜戦の一部始終をコロンバンガラ島越しに観察していたことになる。
話はここから飛躍する。要約すれば、「村雨と峯雲はグランパスに出くわして撃沈したが、直後に第68任務部隊に攻撃されて沈没した」という論法となった。グランパスの喪失認定に関する1943年3月29日付文書では、「3月5日から6日にかけての夜に、2隻の日本の駆逐艦がブラケット水道でグランパスを撃沈し、翌日大きな油膜が確認された」とあり、またフェーイーは日記の中で、「二隻の日本の軍艦が味方の潜水艦を沈めて港に戻ってきたことを、このとき、僕たちは知らなかった」と記しており、海戦直後からこの手の話が伝えられていたと考えられる。これに加え、グレイバックが爆雷攻撃のような音を聴取していない事から、「沈めたとすれば水上で浮上状態を砲撃された」という尾ひれまでついた。しかし、村雨が3月5日16時にブイン沖を出撃して21時30分にデビル島泊地に到着し、揚陸作業を終えて22時30分に出港してコロンバンガラ島東岸を北上、23時過ぎに第68任務部隊の攻撃を受けて沈没するまで、戦闘行為を行ったのは前述のように第68任務部隊に対して反撃を行った時のみであった。グランパスの喪失認定に関する文書での「大きな油膜」も、おそらくは神川丸機などが3月6日未明から午前にかけて確認した油紋や油帯を指す。このことから、第九五八海軍航空隊の2機の零式水上偵察機が2月19日15時40分にグランパスの哨戒海域であった南緯05度04分 東経152度18分 / 南緯5.067度 東経152.300度の地点で潜水艦を爆撃し、直撃弾1発を与えて沈没を報告していることを引き合いに出して、この2月19日の攻撃こそがグランパスの最期であるという説も提示されている。しかしながら、各種記述ともグランパスの喪失原因に結びつけて断定できるほどの材料がそろっていないのも事実であり、グランパスの喪失は現時点では謎とせざるを得なかった。